# رساله ارکستراسیون
رسالهٔ ارکستراسیون (به فرانسوی: Traité de l'orchestration) اثری از شارل کوکلن آهنگساز و مؤلف برجستهٔ فرانسوی که در سال ۱۹۴۱ در پاریس نوشته شده است. این رساله به ۴ جلد تقسیم شد و پس از مرگ کوکلن از سال ۱۹۵۴ تا ۱۹۵۹ منتشر شد. 